# 黎火辉
黎火辉（1963年10月—），江西省丰城市拖船镇人。中国人民解放军中将。中共第十九届中央委员。

## 生平
国防大学基本系毕业。曾任第31集团军第91师273团团长，南京军区军训和兵种部副部长、第31集团军作训处处长、福建省军区海防12师师长。2011年1月，任陆军第十二集团军参谋长，2012年晋升少将军衔。2015年，任陆军第三十一集团军军长。
2017年1月，任中央军委训练管理部部长。2018年7月，晋升中将军衔。2021年12月，调任陆军副司令员。